# 新界區專線小巴502線
新界專線小巴502線是香港一條往來清河邨及大埔那打素醫院的專線小巴路線，由吳樂父子有限公司承辦，為粉嶺南、大窩西支路及大埔的居民提供往來北區醫院及那打素醫院的服務。

## 簡介及歷史

### 路線開辦
醫院管理局於2004年重整醫院網絡，北區醫院及那打素醫院被列入新界東醫院聯網，部份原於北區醫院的服務被調往大埔那打素醫院提供，因而造成部份原於北區醫院求診的病人要跨區往來求醫，甚至需同一天往來兩間醫院。當時的交運會主席潘忠賢議員亦引述北區醫院數據，指出自醫院將部分服務合併後，每月增加了約46,000人次需要跨區就醫。
因此北區區議會一直爭取開辦直接往來兩間醫院的公共交通服務，又適逢清河邨落成入伙，部份居民原於大埔區居住，構成有實質交通需求，結果開辦專線小巴路線的建議得到運輸署接納，於2008年9月26日公開招標包括本線在內的三條專線小巴路線，最後由吳樂父子有限公司投得本線，於2009年6月17日起投入服務。

### 粉嶺南路線爭議
2009年6月18日，三名北區民主黨區議員潘忠賢、黃成智、羅世恩及增選委員周錦紹向北區區議會交通及運輸委員會提案，指該小巴線在粉嶺南的行車路線未完成百和路便進入華明路，造成有多個屋苑的居民要行走一段頗遠的距離才能乘搭，十分不便，也使居民有很大的怨氣。他們認為政府在制訂有關行車路線時，必須諮詢地區的意見和兼顧粉嶺南不同屋苑居民的需要，尤以該路線乘客中有不少覆診的病人和長者，現有路線由牽晴間到較近的欣盛苑站的距離超過700米，使有關屋苑的乘客不便使用。
他們建議該小巴線往大埔方向，於途經百和路（百福田心遊樂場）對出後，改經一鳴路、華明路、偉明街、雷鳴路、迴旋處進入和興路。
最終民主黨的建議得到通過，由2011年2月3日（農曆大年初一）起來回程改經一鳴路，派車由12輛增至14輛，而特別班次亦改為以欣盛苑（欣暉閣）作總站及提供來回程服務。
由2011年5月29日起，本線增設由粉嶺南區內往清河邨的 $5.50 分段收費。

### 配合北區區域性巴士重組之改動
九巴及運輸署於2013年規劃「北區區域性巴士路線重組」，其中73線建議總站遷往華明邨，並改經一鳴路前往大埔區。運輸署建議本路線在區域性重組實施後，不再途經一鳴路，藉此加強華明路往來大埔一帶的公共交通服務。隨著九巴73號線於2013年8月24日配合該項重組第二階段實施而遷往華明總站，本路線由2013年9月1日起，來回程不再途經一鳴路及華心邨一段的百和路（詳情見相關討論文件）。

### 路線加價爭議
2019年元旦，本路線收費由$12加至$13，成為2019年首條加價的小巴路線。可是，早於加價半年前，居民紛紛批評本路線服務質素低劣，不時脫班，經常要等候超過30分鐘才能上車，司機態度亦十分惡劣，質疑需要加價的原因。

## 服務時間及班次
- 每日清河邨開：0600-2230（10-15分鐘一班）
- 每日大埔那打素醫院開：0600-2230（10-15分鐘一班）

特別班次
- 平日欣盛苑（欣暉閣）開：0630-0910（20分鐘一班）
- 平日大埔那打素醫院開：0700

## 收費
- 全程收費 $13.7
  - 欣盛苑往那打素醫院 $11.7
  - 何家園往那打素醫院 $8.6
  - 帝欣苑往清河邨 $11.7
  - 圍頭村往清河邨 $8.2
  - 和興路往清河邨 $5.3

（此線所有車輛均接受八達通卡付款；上車及下車均可付款，不設找續。）

## 行車路線
- 清河邨開：經清曉路，保健路，北區醫院通道，保健路，百和路，華明路，和興路，大窩西支路，林錦交匯處，大埔公路（大窩段），大埔太和路，南運路，頌雅路及全安路。
- 大埔那打素醫院開：經全安路，頌雅路，南運路，大埔太和路，大埔公路（大窩段），林錦交匯處，大窩西支路，和興路，華明路，百和路，保健路，北區醫院通道，保健路及清曉路。